# Списак врста у роду Hyperaspis
Ово је списак 33 врсте из рода Hyperaspis које су забележене у Европи. Врсте за које се зна да живе у Србији означене су звездицом.

## Hyperaspisврсте
- Hyperaspis algirica Crotch, 1874
- Hyperaspis bellieri Chevrolat, 1866
- Hyperaspis bimacula Dobzhansky, 1926
- Hyperaspis campestris (Herbst, 1783)*
- Hyperaspis chevrolati Canepari, 1985
- Hyperaspis collaris Fleischer, 1900
- Hyperaspis concolor Suffrian, 1843
- Hyperaspis dellabeffai Canepari, 1979
- Hyperaspis duvergeri Fursch, 1985
- Hyperaspis erytrocephala (Fabricius, 1787)
- Hyperaspis fabricii Mulsant,1846
- Hyperaspis fausti Weise, 1885
- Hyperaspis femorata (Motschulsky, 1837)
- Hyperaspis galliae Duverger, 1989
- Hyperaspis guillardi Mulsant, 1853
- Hyperaspis guttulata Fairmaire, 1870
- Hyperaspis hoffmanseggi Gravenhorst, 1807
- Hyperaspis illecebrosa Mulsant, 1846
- Hyperaspis inaudax Mulsant, 1853
- Hyperaspis inexpectata Günther, 1959
- Hyperaspis lata Fursch, 1985
- Hyperaspis magnopustulata Bogaert, 2012
- Hyperaspis minois Fursch, 1985
- Hyperaspis occidentalis Fürsch, 1967
- Hyperaspis peezi Fursch, 1976
- Hyperaspis pseudopustulata Mulsant, 1853*
- Hyperaspis quadrimaculata Redtenbacher, 1843*
- Hyperaspis reppensis (Herbst, 1783)*
- Hyperaspis schatzmayri Canepari, 1985
- Hyperaspis sexguttata Brisout de Barneville, 1866
- Hyperaspis stigma Kovár nec Olivier, 2007
- Hyperaspis stigma Olivier, 1808
- Hyperaspis uhligi Fursch, 1985